# 錫佩伊峰

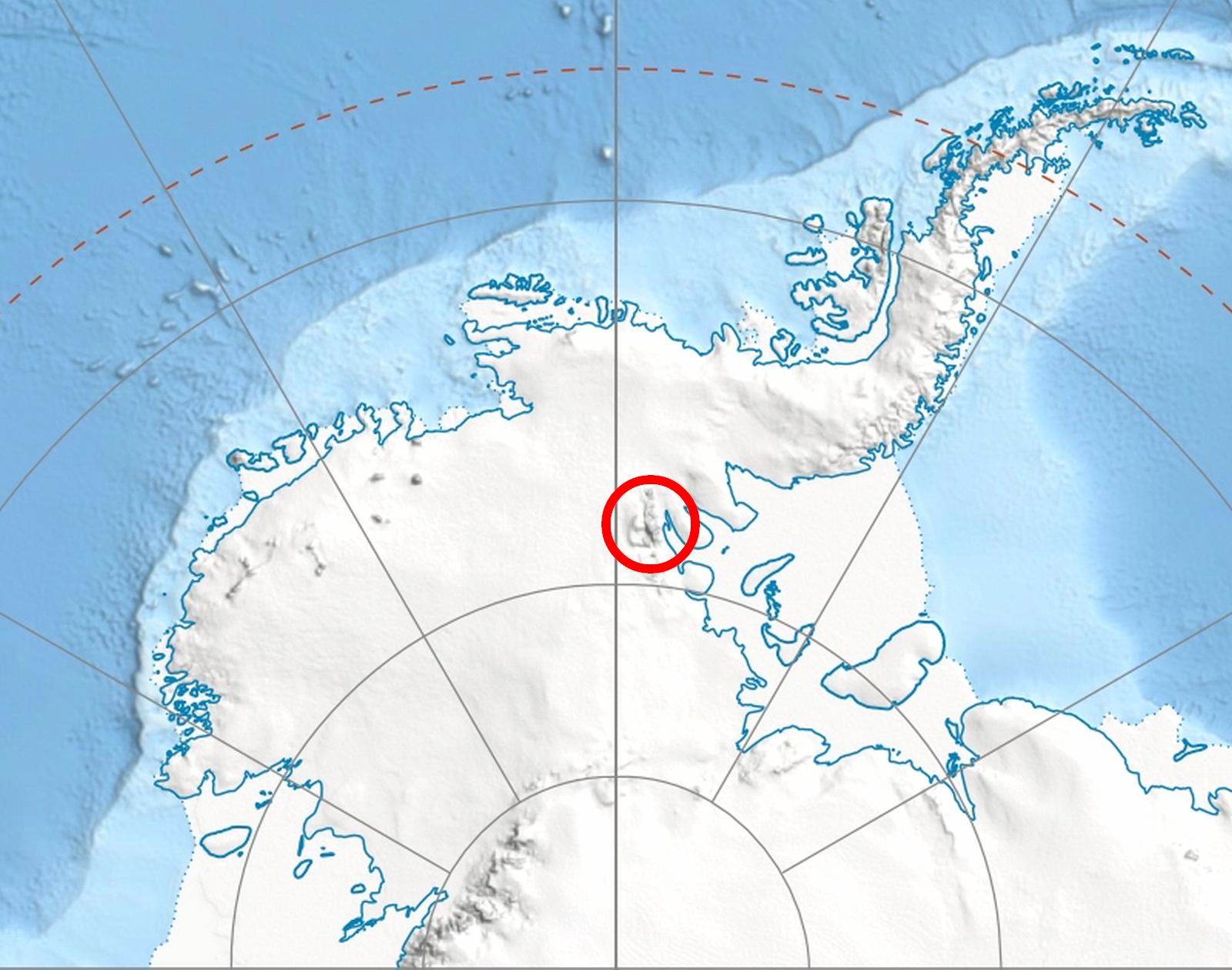

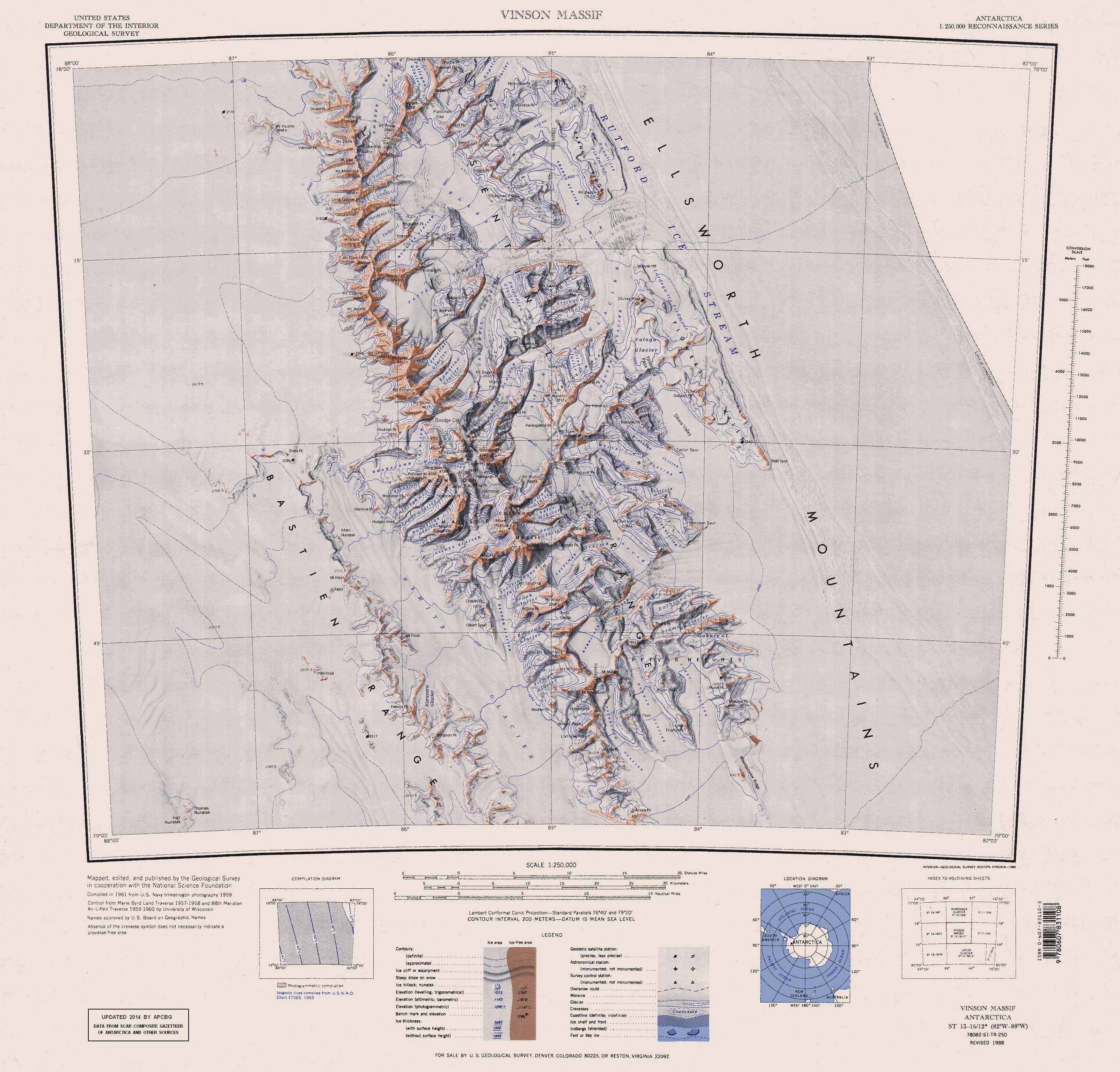

錫佩伊峰是南極洲的山峰，位於埃爾斯沃思地，屬於埃爾斯沃思山脈中森蒂納爾嶺的一部分，海拔高度2,200米，以保加利亞南部的鄉鎮命名。

## 外部連結
- Sipey Peak. （页面存档备份，存于） SCAR Composite Antarctic Gazetteer.

78°24′46″S 84°56′37″W / 78.41278°S 84.94361°W